# Vitanovac (Bela Palanka)
Pour les articles homonymes, voir Vitanovac.
Vitanovac (en serbe cyrillique : Витановац) est un village de Serbie situé dans la municipalité de Bela Palanka, district de Pirot. Au recensement de 2011, il comptait 41 habitants.

## Démographie
| 1948 | 1953 | 1961 | 1971 | 1981 | 1991 | 2002 | 2011 |
| ---- | ---- | ---- | ---- | ---- | ---- | ---- | ---- |
| 648  | 564  | 469  | 381  | 206  | 143  | 72   | 41   |

|  |